# Filippo Inzaghi
Filippo Inzaghi, född 9 augusti 1973, är en italiensk tränare och före detta fotbollsspelare som spelade som anfallare. Han är huvudtränare för Serie B-klubben Palermo. Under sin spelarkarriär kallades han av fans och kommentatorer för "Superpippo" eller "Alta tensione" (”Högspänning”). Hans yngre bror, Simone Inzaghi, är också fotbollstränare och före detta spelare. Filippo Inzaghi anses vara en av de främsta anfallarna i sin generation.

## Spelarkarriär

### Tidiga år
Inzaghis favoritfotbollsspelare som barn var Paolo Rossi och Marco van Basten. Han är äldre bror till fotbollsspelaren Simone Inzaghi och började spela för sin hemstadsklubb Piacenza som tonåring 1991, men gjorde bara två ligamatcher innan han lånades ut till Serie C1-laget Leffe, där han imponerade med 13 mål på 21 matcher. År 1993 gick Inzaghi till Serie B-klubben Hellas Verona och gjorde 13 mål på 36 ligamatcher. När han återvände till Piacenza gjorde han 15 mål på 37 matcher och hjälpte sitt lag att vinna Serie B, vilket etablerade honom som ett spännande ungt löfte.
Inzaghi gjorde sin Serie A-debut när han värvades till Parma 1995, men gjorde bara två mål på 15 ligamatcher. Ett av dessa två mål kom mot en av hans tidigare klubbar, Piacenza, vilket bokstavligen "fick honom att gråta". Han gjorde ytterligare två mål i europeiska cuper den säsongen. Följande säsong gick han till Atalanta och blev Capocannoniere (Serie A:s skyttekung) med 24 mål efter att ha gjort mål mot alla lag i ligan. Han utsågs till Årets unga spelare i Serie A och var lagkapten i säsongens sista match.

### Juventus
Inzaghi bytte återigen klubb, denna gång till sin sjätte på sju säsonger, nu till Juventus för rapporterade 23 miljarder lire. Han bildade ett fruktat anfallspar med Alessandro Del Piero och Zinedine Zidane – ett samarbete som varade i fyra säsonger under tränarna Marcello Lippi och senare Carlo Ancelotti, vilket då var Inzaghis längsta tid i samma klubb. Under sin tid med Bianconeri gjorde han två hattricks i Champions League – mot Dynamo Kiev och Hamburger SV – och blev den förste spelaren att göra detta.
Under sin första säsong med klubben gjorde Inzaghi två mål när Juventus besegrade Vicenza med 3–0 i Supercoppa Italiana 1997. Juventus vann Scudetton under säsongen 1997–98, då Inzaghi gjorde 18 mål, bland annat ett avgörande hattrick mot Bologna. Han gjorde också sex mål och hjälpte Juventus nå final i Champions League, även om de förlorade med 1–0 mot Real Madrid.
Säsongen 1998–99 blev mindre framgångsrik för Juventus, som förlorade Supercoppa Italiana mot Lazio och slutade på sjunde plats i Serie A. Inzaghi lyckades ändå göra 20 mål i alla tävlingar och blev lagets bästa målskytt. Sex av dessa mål kom i Champions League, där Juventus slogs ut i semifinalen av blivande mästarna Manchester United. Under returmatchen i Turin gjorde Inzaghi två mål under de första tio minuterna, men United lyckades vända och vinna med 3–2.
Inzaghi hjälpte Juventus att vinna UEFA Intertoto Cup 1999, där han gjorde fem mål i semifinalen mot Rostov och två i finalen mot Rennes, vilket kvalificerade Juventus till UEFA-cupen. Inzaghi gjorde 15 mål i Serie A när Juventus precis missade titeln till Lazio efter förlust på sista omgången. Följande säsong gjorde Inzaghi 11 mål i Serie A när Juventus slutade tvåa för andra året i rad. Han gjorde också fem mål i Champions League, däribland ett hattrick i en 4–4-match mot Hamburger SV, även om Juventus åkte ut i första omgången. Med 16 mål i alla tävlingar blev han klubbens bästa målskytt för tredje året i rad. Dock hade hans tidigare framgångsrika samarbete med Del Piero börjat vackla, då de inte längre förstod varandra lika bra, spelade mer individuellt och hade en ansträngd relation både på och utanför planen.

### AC Milan
Trots att han gjort 89 mål på 165 matcher för Bianconeri bänkades Inzaghi till förmån för David Trezeguet, och den 2 juli 2001 skrev han på för AC Milan för rapporterade 70 miljarder lire, eller 45 miljarder i kontanter plus Cristian Zenoni (Sky Sports rapporterade ett lägre totalbelopp, £17 miljoner), inför säsongen 2001–02 med tränaren Fatih Terim. Juventus uppgav att försäljningen av Inzaghi gav klubben en kapitalvinst på 31,1 miljoner euro, vilket indikerar att den faktiska övergångssumman var högre än så. Inzaghi ådrog sig dock en knäskada och missade första halvan av säsongen. När han återvände bildade han ett starkt anfallspar med Andriy Shevchenko, och han vann snart många troféer med Rossoneri under nye tränaren Carlo Ancelotti, bland dem Champions League 2002–03 (där Milan besegrade hans tidigare klubb Juventus i finalen på straffar), Coppa Italia 2002–03 (där han gjorde mål i en 2–2-match i returen), UEFA Super Cup 2003, Supercoppa Italiana 2004 och Scudetto 2003–04. I Champions League 2002–03 gjorde han sitt tredje hattrick i turneringen mot Deportivo La Coruña i gruppspelet samt ett avgörande mål i kvartsfinalen mot Ajax, totalt tolv mål i Europa det året. I november 2004 skrev han på ett nytt kontrakt med klubben.
Inzaghi återhämtade sig helt från de återkommande knäskador som plågat honom i två år och hittade tillbaka till sin målfarliga form med 12 mål på 22 Serie A-matcher säsongen 2005–06, samt fyra mål på fem Champions League-matcher: två mot Lyon i kvartsfinalen och två mot Bayern München i åttondelen. Han gjorde det avgörande målet mot Bayern i kvartsfinalen 2007 och hjälpte Milan nå semifinal. Den 23 maj 2007, i Champions League-finalen i Aten, gjorde han båda Milans mål i 2–1-segern över Liverpool – en revansch för finalförlusten 2005. Efter matchen sade han:
Det har varit en dröm sedan jag var barn att göra två mål i en final, och målen jag gjorde igår kväll var de viktigaste i mitt liv. Det var en oförglömlig match. Något som kommer att stanna med mig hela livet, och två mål i en final talar för sig själv.
Vid starten av säsongen 2007–08 fortsatte han där han slutade i Aten och gjorde kvitteringsmålet i Supercupen när Milan vann med 3–1 mot Sevilla. Inzaghi avslutade året med två mål i finalen av Klubblags-VM 2007, där Milan vann med 4–2 mot Boca Juniors och tog revansch för förlusten på straffar 2003.
Den 24 februari 2008 gjorde Inzaghi det avgörande målet i Milans 2–1-seger över Palermo med en nick efter att ha hoppat in från bänken; det var hans första Serie A-mål på över ett år. Därefter gjorde han ytterligare tio mål i ligan, det sista mot Udinese. Målet mot Udinese var hans 100:e officiella mål för klubben. Trots storform blev han inte uttagen till EM 2008 av Italiens förbundskapten Roberto Donadoni. I november 2008 förlängde Inzaghi sitt kontrakt med Milan till juni 2010.
Den 8 mars 2009 gjorde Inzaghi sitt första hattrick för säsongen mot Atalanta och ledde Milan till en 3–0-seger på San Siro. Hans 300:e mål i karriären kom i 5–1-segern borta mot Siena. Han gjorde sedan ytterligare tre mål mot Torino – sitt andra hattrick den säsongen. Med det hattricket satte han rekord som spelaren med flest hattrick i Serie A under de senaste 25 åren. Med tio hattrick i Serie A låg Inzaghi före Giuseppe Signori (9), Hernán Crespo (8), Roberto Baggio, Marco van Basten, Gabriel Batistuta, Abel Balbo, Vincenzo Montella (7), Antonio Di Natale och David Trezeguet (6). Inzaghi gjorde ett hattrick för Atalanta, fyra för Juventus och fem för Milan.
Säsongen 2009–10, under tränare Leonardo, blev Inzaghi degraderad till reservspelare med ett kontrakt som löpte ut i juni 2010. Den 21 maj 2010 erbjöds han ett nytt ettårskontrakt till och med 30 juni 2011.
Den 3 november 2010, i Champions League-gruppspelet 2010–11, låg Milan under med 1–0 mot Real Madrid när Inzaghi kom in från bänken i andra halvlek och gjorde två mål, vilket gav Milan en 2–1-ledning. Pedro León kvitterade dock i 94:e minuten, och matchen slutade 2–2. Vid detta tillfälle blev han den nya främsta målskytten i alla europeiska klubbtävlingar med 70 mål. Han blev också den näst äldste målskytten i Champions League vid 37 år och 85 dagar, endast slagen av Manchester Uniteds Ryan Giggs (senare passerad av Francesco Totti). Med dessa två mål gick han också förbi sin idol Marco van Basten på Milans lista över bästa målskyttar genom tiderna, med 125 mål.
Den 10 november 2010 drabbades Inzaghi av en allvarlig skada i en match mot Palermo. Milan bekräftade på sin officiella webbplats att han hade slitit av främre korsbandet samt ådragit sig en meniskskada i vänster knä. Man trodde att han skulle missa resten av säsongen. Med tanke på hans ålder kunde detta ha avslutat hans karriär, men Inzaghi förblev optimistisk. Den 7 maj 2011, medan han fortfarande återhämtade sig, vann Milan Serie A-titeln 2010–11. Efter sex månader på sidlinjen gjorde han comeback från bänken den 14 maj när Milan besegrade Cagliari med 4–1. Under försäsongen 2011–12 förlängde han sitt kontrakt till juni 2012.

## Tränarkarriär
AC Milan
Inzaghi började sin tränarkarriär i början av säsongen 2012–13, då han skrev på ett tvåårskontrakt som tränare för AC Milans Allievi-lag (U17).
Den 9 juni 2014 utsågs Inzaghi till huvudtränare för Milans A-lag efter att hans tidigare lagkamrat Clarence Seedorf fått sparken. I sin första match som tränare i Serie A den 31 augusti besegrade Milan Lazio med 3–1 på San Siro. Därefter ledde Inzaghi Milan till ännu en seger i en målrik match som slutade 5–4 mot Parma.
Den 4 juni 2015 meddelade klubbens VD Adriano Galliani att Inzaghi inte skulle fortsätta som tränare nästa säsong. Han avskedades officiellt den 16 juni 2015.

### Venezia
Den 7 juni 2016 blev Inzaghi ny tränare för det ambitiösa Lega Pro-laget Venezia. Den 19 april 2017, efter att ha besegrat Parma i toppstriden, säkrade han uppflyttning till Serie B som mästare. Han vann även Coppa Italia Lega Pro samma säsong.
Under säsongen 2017–18 ledde Inzaghi Venezia till en femteplats i Serie B, vilket gav en plats i kvalet till Serie A. Efter att ha slagit ut Perugia (tränat av hans tidigare lagkamrat Alessandro Nesta) i den inledande rundan, förlorade laget mot Palermo i semifinalen.

### Bologna
Den 13 juni 2018 presenterades Inzaghi som ny huvudtränare för Serie A-klubben Bologna, där han ersatte Roberto Donadoni. Den 26 december mötte han sin yngre bror Simone Inzaghis Lazio i en match som slutade med en 0–2-förlust. Efter endast två segrar på 21 matcher fick han sparken den 28 januari 2019 och ersattes av Siniša Mihajlović.

### Benevento
Den 22 juni 2019 blev Inzaghi tränare för Benevento i Serie B. Den 30 juni året därpå säkrade klubben uppflyttning till Serie A som mästare med sju omgångar kvar att spela – klubbens andra uppflyttning någonsin. I sin debutmatch i Serie A med laget vann de med 3–2 borta mot Sampdoria den 26 september, efter att ha legat under med 0–2. Säsongen 2020–21 slutade Benevento på artonde plats och åkte ur serien, vilket ledde till att Inzaghi inte fick förnyat kontrakt.

### Brescia
Den 9 juni 2021 utsågs Inzaghi till ny tränare för Brescia i Serie B. Den 16 augusti gjorde han debut i Coppa Italia, där laget förlorade på straffar med 4–2 efter 2–2 vid full tid.
Den 23 mars 2022 avskedades han av klubbens ordförande Massimo Cellino, trots att laget låg femma i tabellen. Efter att efterträdaren Eugenio Corini blivit utslagen i playoff-semifinalen av Monza, återanställdes Inzaghi den 25 maj 2022, på grund av en klausul som juridiskt hindrade klubben från att sparka honom om laget låg bland de åtta bästa.

### Reggina
Den 12 juli 2022 blev Inzaghi ny tränare för Reggina i Serie B, med ett treårskontrakt. Efter att ha lett laget till playoff-spel blev han och hela truppen friställda då klubben uteslöts på grund av ekonomiska problem. Han stod därför utan arbete inför säsongen 2023–24.

### Salernitana
Den 10 oktober 2023 tog Inzaghi över som tränare för Serie A-klubben Salernitana, som kämpade i bottenstriden. Han fick sparken den 11 februari 2024 och ersattes av Fabio Liverani.

### Pisa
Den 3 juli 2024 skrev Inzaghi på för Serie B-klubben Pisa och ledde i sin debutsäsong klubben till avancemang till Serie A, för första gången på 34 år.

## Meriter

### Klubblag
Piacenza
- Serie B: 1994/95

Juventus
- Serie A: 1997/98
- Supercoppa italiana: 1997
- Intertotocupen: 1999

Milan
- Serie A: 2003/04, 2010/11
- Coppa Italia: 2002/03
- Uefa Champions League: 2002/03, 2006/07
- Uefa Super Cup: 2003, 2007
- Klubblags-VM: 2007

### Landslag
Italien
- U21-EM: 1994
- VM: 2006